# Tour della nazionale maschile di rugby a 15 del Galles 1998
Tra le due edizioni del 1995 e del 1999 della coppa del Mondo, la nazionale gallese di rugby union si reca varie volte in tour oltremare.
Nel 1998, si reca in Africa Australe. Subisce un clamoroso rovescio contro il Sudafrica:

## I test match
| Harare 6 giugno 1998 | Zimbabwe | 11 – 49 | Galles |  |

| Pretoria 27 giugno 1998 | Sudafrica | 96 – 13 | Galles |  |

## Gli altri incontri
| Secunda 12 giugno 1998 | Emerging Springboks | 35 – 13 | Galles XV |  |

| East London 16 giugno 1998 | Border Bulldogs | 24 – 8 | Galles XV |  |

| Springs 19 giugno 1998 | Natal Sharks | 30 – 23 | Galles XV |  |

| 23 giugno 1998 | Falcons | 39 – 37 | Galles XV |  |